# Ancylocranium barkeri
Ancylocranium barkeri (гостроноса амфісбена Баркера) — вид плазунів з родини амфісбенових (Amphisbaenidae). Ендемік Танзанії.

## Підвиди
Виділяють два підвиди:
- Ancylocranium barkeri barkeri Loveridge, 1946 — регіон Лінді;
- Ancylocranium barkeri newalae Loveridge, 1955 — плато Маконде[en] в регіоні Мтвара.

## Поширення і екологія
Гостроносі амфісбени Баркера відомі за кількома зразками, зібраними на південному сході Танзанії. Вони живуть в піщаних районах, поблизу термітників, на висоті від 800 до 1000 м над рівнем моря. Живляться термітами та іншими дрібними безхребетними. Відкладають яйця, в кладці одне яйце.